# Mimmo Locasciulli (album)
Mimmo Locasciulli è il sesto album del cantautore italiano Mimmo Locasciulli, pubblicato dall'etichetta discografica RCA Italiana nel 1985.

## Descrizione
Testi e musiche dei brani sono di Mimmo Locasciulli tranne Caterina che è di Francesco De Gregori.
È stato poi pubblicato su CD nel 2002

## Tracce
LP (RCA Italiana, PL 70702)

### Lato A
1. Le cose normali – 4:18
2. Buona fortuna – 4:49
3. Non voglio più – 5:35
4. Cara Lucia – 5:33

Durata totale: 20:15

### Lato B
1. Piccola luce – 4:53
2. La faccia delle altre persone – 4:29
3. Sotto il cuscino – 4:47
4. Caterina – 4:19

Durata totale: 18:28

## Formazione
- Mimmo Locasciulli - voce
- Mario Scotti - basso
- Massimo Buzzi - batteria
- Stefano Senesi - pianoforte
- Roberto Kunstler - armonica
- Giancarlo Maurino - sassofono